# Volta a Cataluña 1998
La Vuelta en Cataluña de 1998 fue la 78.ª edición de la Volta a Cataluña. Se disputó en 8 etapas del 18 al 25 de junio de 1998 con un total de 1225,9 km. El vencedor final fue el colombiano Hernán Buenahora del equipo Vitalicio Seguros por ante Georg Totschnig del Team Deutsche Telekom y Fernando Escartín del Kelme-Costa Blanca.
Este año la UCI subió a primera categoría, por detrás de las grandes vueltas. Esta edición tenía ocho etapas, con la primera dividida en dos sectores. También tenía dos contrarrelojes, aunque no bastante largas para ser decisivas.
El plato fuerte estaba reservado a las tres últimas etapas, con la montaña. El vencedor final tenía que ser un escalador, así Hernan Buenahora demostró la gran forma en que se encontraba después de un grande Giro de Italia.

## Etapas
| Etapa | Fecha       | Ciudades de etapa                                   | km    | Vencedor de la etapa | Líder de la general  |
| ----- | ----------- | --------------------------------------------------- | ----- | -------------------- | -------------------- |
| 1.ª A | 18 de junio | Vilaseca – La Pineda                                | 79,2  | Mario Cipollini      | Mario Cipollini      |
| 1.ª B | 18 de junio | Port Aventura – La Pineda (CRI)                     | 8,1   | Christopher Boardman | Christopher Boardman |
| 2.ª   | 19 de junio | Port Aventura – Vendrell                            | 151,3 | Mario Cipollini      | Christopher Boardman |
| 3.ª   | 20 de junio | Vendrell – Barcelona                                | 172,5 | Mario Cipollini      | Christopher Boardman |
| 4.ª   | 21 de junio | Fábrica La Piara (Manlleu) - Manlleu                | 197,5 | Mario Cipollini      | Christopher Boardman |
| 5.ª   | 22 de junio | Gerona – Gerona (CRI)                               | 15,4  | Christopher Boardman | Christopher Boardman |
| 6.ª   | 23 de junio | Tárrega – Boí Taüll                                 | 180,4 | Hernán Buenahora     | Abraham Olano        |
| 7.ª   | 24 de junio | Caldas de Bohí – Ordino-Arcalís Andorra             | 231,7 | Hernán Buenahora     | Hernán Buenahora     |
| 8.ª   | 25 de junio | Andorra la Vieja Andorra – Andorra la Vieja Andorra | 189,8 | Fernando Escartín    | Hernán Buenahora     |

### 1.ª etapa
18-06-1998: Vilaseca – La Pineda, 79,2 km.:
|   | Ciclista          | Equipo                | Tiempo     |
| - | ----------------- | --------------------- | ---------- |
| 1 | Mario Cipollini   | Saeco                 | 1h 57' 47" |
| 2 | Jeroen Blijlevens | TVM-Farm Frites       | m. t.      |
| 3 | Mario Traversoni  | Mercatone Uno-Bianchi | m. t.      |

|   | Ciclista          | Equipo                | Tiempo     |
| - | ----------------- | --------------------- | ---------- |
| 1 | Mario Cipollini   | Saeco                 | 1h 57' 47" |
| 2 | Jeroen Blijlevens | TVM-Farm Frites       | m. t.      |
| 3 | Mario Traversoni  | Mercatone Uno-Bianchi | m. t.      |

### 1.ª etapa B
18-06-1998: Port Aventura – La Pineda, 8,1 km. (CRI):
|   | Ciclista             | Equipo                | Tiempo |
| - | -------------------- | --------------------- | ------ |
| 1 | Christopher Boardman | Gan                   | 8' 32" |
| 2 | Marco Velo           | Mercatone Uno-Bianchi | + 5"   |
| 3 | Abraham Olano        | Banesto               | + 10"  |

|   | Ciclista             | Equipo                | Tiempo     |
| - | -------------------- | --------------------- | ---------- |
| 1 | Christopher Boardman | Gan                   | 2h 06' 19" |
| 2 | Marco Velo           | Mercatone Uno-Bianchi | + 5"       |
| 3 | Abraham Olano        | Banesto               | + 10"      |

### 2.ª etapa
19-06-1998: Port Aventura – Vendrell, 151,3 km.:
|   | Ciclista          | Equipo                | Tiempo     |
| - | ----------------- | --------------------- | ---------- |
| 1 | Mario Cipollini   | Saeco                 | 4h 14' 31" |
| 2 | Jeroen Blijlevens | TVM-Farm Frites       | m. t.      |
| 3 | Mario Traversoni  | Mercatone Uno-Bianchi | m. t.      |

|   | Ciclista             | Equipo                | Tiempo     |
| - | -------------------- | --------------------- | ---------- |
| 1 | Christopher Boardman | Gan                   | 6h 20' 50" |
| 2 | Marco Velo           | Mercatone Uno-Bianchi | + 5"       |
| 3 | Abraham Olano        | Banesto               | + 10"      |

### 3.ª etapa
20-06-1998: Vendrell – Barcelona, 172,5 km.:
|   | Ciclista            | Equipo          | Tiempo     |
| - | ------------------- | --------------- | ---------- |
| 1 | Mario Cipollini     | Saeco           | 3h 46' 37" |
| 2 | Jeroen Blijlevens   | TVM-Farm Frites | m. t.      |
| 3 | Gian Matteo Fagnini | Saeco           | m. t.      |

|   | Ciclista             | Equipo                | Tiempo      |
| - | -------------------- | --------------------- | ----------- |
| 1 | Christopher Boardman | Gan                   | 10h 07' 27" |
| 2 | Marco Velo           | Mercatone Uno-Bianchi | + 5"        |
| 3 | Abraham Olano        | Banesto               | + 10"       |

### 4.ª etapa
21-06-1998: Fábrica La Piara (Manlleu) - Manlleu, 197,5 km.:
|   | Ciclista          | Equipo          | Tiempo     |
| - | ----------------- | --------------- | ---------- |
| 1 | Mario Cipollini   | Saeco           | 5h 26' 24" |
| 2 | Jeroen Blijlevens | TVM-Farm Frites | m. t.      |
| 3 | Jaan Kirsipuu     | Casino          | m. t.      |

|   | Ciclista             | Equipo                | Tiempo      |
| - | -------------------- | --------------------- | ----------- |
| 1 | Christopher Boardman | Gan                   | 15h 33' 51" |
| 2 | Marco Velo           | Mercatone Uno-Bianchi | + 5"        |
| 3 | Abraham Olano        | Banesto               | + 10"       |

### 5.ª etapa
22-06-1998: Gerona – Gerona, 15,4 km. (CRI):
|   | Ciclista             | Equipo                | Tiempo  |
| - | -------------------- | --------------------- | ------- |
| 1 | Christopher Boardman | Gan                   | 21' 38" |
| 2 | Abraham Olano        | Banesto               | + 17"   |
| 3 | Marco Velo           | Mercatone Uno-Bianchi | + 25"   |

|   | Ciclista             | Equipo                | Tiempo      |
| - | -------------------- | --------------------- | ----------- |
| 1 | Christopher Boardman | Gan                   | 15h 55' 29" |
| 2 | Abraham Olano        | Banesto               | + 27"       |
| 3 | Marco Velo           | Mercatone Uno-Bianchi | + 30"       |

### 6.ª etapa
23-06-1998: Tárrega – Boí Taüll, 180,4 km.:
|   | Ciclista           | Equipo                | Tiempo     |
| - | ------------------ | --------------------- | ---------- |
| 1 | Hernán Buenahora   | Vitalicio Seguros     | 5h 19' 30" |
| 2 | Fernando Escartín  | Kelme-Costa Blanca    | + 1"       |
| 3 | Francesco Frattini | Team Deutsche Telekom | + 16"      |

|   | Ciclista          | Equipo                | Tiempo      |
| - | ----------------- | --------------------- | ----------- |
| 1 | Abraham Olano     | Banesto               | 21h 15' 42" |
| 2 | Fernando Escartín | Kelme-Costa Blanca    | + 54"       |
| 3 | Massimo Podenzana | Mercatone Uno-Bianchi | + 1' 07"    |

### 7.ª etapa
24-06-1998: Caldas de Bohí – Ordino-Arcalís, 231,7 km.:
|   | Ciclista         | Equipo                | Tiempo     |
| - | ---------------- | --------------------- | ---------- |
| 1 | Hernán Buenahora | Vitalicio Seguros     | 6h 51' 37" |
| 2 | Georg Totschnig  | Team Deutsche Telekom | + 15"      |
| 3 | Bo Hamburger     | Casino                | + 24"      |

|   | Ciclista         | Equipo                | Tiempo      |
| - | ---------------- | --------------------- | ----------- |
| 1 | Hernán Buenahora | Vitalicio Seguros     | 28h 08' 38" |
| 2 | Abraham Olano    | Banesto               | m. t.       |
| 3 | Georg Totschnig  | Team Deutsche Telekom | +08"        |

### 8.ª etapa
25-06-1998: Andorra la Vieja – Andorra la Vieja, 189,8 km.:
|   | Ciclista          | Equipo                | Tiempo     |
| - | ----------------- | --------------------- | ---------- |
| 1 | Fernando Escartín | Kelme-Costa Blanca    | 4h 50' 58" |
| 2 | Jean-Cyril Robin  | OS Postal             | m. t.      |
| 3 | Georg Totschnig   | Team Deutsche Telekom | m. t.      |

|   | Ciclista          | Equipo                | Tiempo      |
| - | ----------------- | --------------------- | ----------- |
| 1 | Hernán Buenahora  | Vitalicio Seguros     | 32h 59' 36" |
| 2 | Georg Totschnig   | Team Deutsche Telekom | + 8"        |
| 3 | Fernando Escartín | Kelme-Costa Blanca    | + 16"       |

## Clasificación General
|    | Ciclista          | Equipo                | Tiempo      |
| -- | ----------------- | --------------------- | ----------- |
|    | Hernán Buenahora  | Vitalicio Seguros     | 32h 59' 36" |
| 2  | Georg Totschnig   | Team Deutsche Telekom | + 8"        |
| 3  | Fernando Escartín | Kelme-Costa Blanca    | + 16"       |
| 4  | Massimo Podenzana | Mercatone Uno-Bianchi | + 1' 05"    |
| 5  | Alberto Elli      | Casino                | + 1' 37"    |
| 6  | Abraham Olano     | Banesto               | + 1' 42"    |
| 7  | José Castelblanco | Avianca Telecom       | + 2' 37"    |
| 8  | Ángel Luis Casero | Vitalicio Seguros     | + 2' 47"    |
| 9  | Jean-Cyril Robin  | OS Postal             | + 3' 01"    |
| 10 | Víctor Hugo Peña  | Avianca Telecom       | + 3' 15"    |

## Clasificación de la montaña
|   | Ciclista         | Equipo                | Puntos |
| - | ---------------- | --------------------- | ------ |
| 1 | Alberto Elli     | Casino                | 60     |
| 2 | Hernán Buenahora | Vitalicio Seguros     | 40     |
| 3 | Georg Totschnig  | Team Deutsche Telekom | 34     |

## Clasificación de las Metas volantes
|   | Ciclista           | Equipo          | Puntos |
| - | ------------------ | --------------- | ------ |
| 1 | Jacky Durand       | Casino          | 23     |
| 2 | Lars Michaelsen    | TVM-Farm Frites | 13     |
| 3 | Serguei Outschakov | TVM-Farm Frites | 6      |

## Mejor Equipo
|   | Equipo                | Nacionalidad | Tiempo      |
| - | --------------------- | ------------ | ----------- |
| 1 | Avianca Telecom       | Colombia     | 99h 09' 18" |
| 2 | Casino                | Francia      | + 1' 33"    |
| 3 | Mercatone Uno-Bianchi | Italia       | + 3' 43"    |